# Hymenaster campanulatus
Hymenaster campanulatus is een zeester uit de familie Pterasteridae.
De wetenschappelijke naam van de soort werd in 1908 gepubliceerd door René Koehler.